# Pescara Calcio a 5 2013-2014
Questa pagina raccoglie i dati riguardanti il Pescara Calcio a 5, squadra di calcio a 5 militante in serie A, nelle competizioni ufficiali della stagione 2013-2014.

## Trasferimenti

### Sessione estiva
| Valerio Barigelli | Lazio    |
| Vinícius Duarte   | Marca    |
| Eka               | Inter    |
| Adriano Foglia    | Lazio    |
| Daniel Giasson    | Cogianco |
| Jonas             | Marca    |
| Maurício          | Cogianco |
| Sergio Romano     | Cogianco |
| Altre operazioni  |          |
| Simone Tatonetti  | Pescara  |

| Fabiano Assad      | Araz Naxçıvan   |
| Massimo De Luca    | LCF Martina     |
| Daví               | Real Rieti      |
| Jader Fornari      | Napoli          |
| Ivo Jukić          | Nikars          |
| Alessandro Marcone | svincolato      |
| Conrado Sampaio    | Orte            |
| Edgar Schurtz      | Real Torgianese |

### Sessione invernale
| Sergio González | Marca |
| Fabián Robledo  | Marca |
| Marco Zaramello | Marca |

| Eka              | ElPozo Murcia |
| Altre operazioni |               |
| Domenico Gatto   | Real Dem      |
| Simone Tatonetti | Tollo         |

## Organico

### Prima squadra
| N° | Naz.                                   | Ruolo | Sportivo          | Anno     |  |  |
| -- | -------------------------------------- | ----- | ----------------- | -------- |  |  |
| 1  | Italia (bandiera)                      | POR   | Valerio Barigelli | 19.10.82 |  |  |
| 18 | Brasile (bandiera) · Italia (bandiera) | LAT   | Bruno             | 07.01.88 |  |  |
| -  | Brasile (bandiera)                     | UNI   | Rodrigo Canabarro | 17.04.87 |  |  |
| 19 | Italia (bandiera)                      | POR   | Francesco Cellini | 22.09.89 |  |  |
| 12 | Italia (bandiera)                      | POR   | Luca Chiavaroli   | 11.04.76 |  |  |
| 8  | Brasile (bandiera) · Italia (bandiera) | LAT   | Vinícius Duarte   | 13.12.82 |  |  |
| 26 | Brasile (bandiera)                     | PIV   | Eka               | 26.01.82 |  |  |
| 10 | Brasile (bandiera) · Italia (bandiera) | UNI   | Adriano Foglia    | 25.04.81 |  |  |
| 5  | Brasile (bandiera)                     | DIF   | Alexandre Ghiotti | 10.01.82 |  |  |
| 13 | Brasile (bandiera) · Italia (bandiera) | LAT   | Daniel Giasson    | 24.08.87 |  |  |
| 17 | Spagna (bandiera)                      | LAT   | Sergio González   | 05.10.84 |  |  |
| 20 | Brasile (bandiera) · Italia (bandiera) | LAT   | Jonas             | 24.05.84 |  |  |
| 3  | Italia (bandiera)                      | DIF   | Luca Leggiero     | 11.11.84 |  |  |
| 7  | Brasile (bandiera)                     | PIV   | Maurício          | 06.12.83 |  |  |
| 11 | Brasile (bandiera) · Italia (bandiera) | UNI   | Eduardo Morgado   | 19.06.81 |  |  |
| 21 | Brasile (bandiera) · Italia (bandiera) | LAT   | Douglas Nicolodi  | 09.06.88 |  |  |
| 14 | Spagna (bandiera)                      | DIF   | Fabián Robledo    | 02.01.81 |  |  |
| 4  | Italia (bandiera)                      | UNI   | Sergio Romano     | 28.08.87 |  |  |
| -  | Brasile (bandiera) · Italia (bandiera) | POR   | Marco Zaramello   | 26.01.82 |  |  |

### Under-21
| N° | Naz.              | Ruolo | Sportivo              | Anno     |  |  |
| -- | ----------------- | ----- | --------------------- | -------- |  |  |
| -  | Italia (bandiera) | DIF   | Mattia Costantini     | 02.08.93 |  |  |
| 2  | Italia (bandiera) | LAT   | Christopher Dambrosio | 07.06.95 |  |  |
| 30 | Italia (bandiera) | DIF   | Francesco Di Clemente | --.--.94 |  |  |
| -  | Italia (bandiera) | LAT   | Walter Francia        | 27.08.94 |  |  |
| -  | Italia (bandiera) | POR   | Domenico Gatto        | --.--.94 |  |  |
| 25 | Italia (bandiera) | POR   | Lorenzo Pietrangelo   | 24.06.95 |  |  |
| 15 | Italia (bandiera) | UNI   | Riccardo Rapacchietta | 17.09.95 |  |  |
| 6  | Italia (bandiera) | LAT   | Francesco Ricci       | 03.04.95 |  |  |
| -  | Italia (bandiera) | POR   | Simone Tatonetti      | 01.06.92 |  |  |